# Shuffle (奥井雅美の曲)
「Shuffle」（シャッフル）は、奥井雅美の通算26作目のシングルである。

## 背景
3か月連続でリリースされたシングルの第3弾としてリリースされ、1994年に発表した「REINCARNATION」からプロデューサーとして担当した矢吹俊郎が手がけた最後の作品となり、以後は奥井のセルフプロデュースで楽曲を発表し、事務所も独立した。また、奥井自身の楽曲のアニメタイアップは、2005年に放送された『これが私の御主人様』のオープニングテーマである「TRUST」まで途切れている。

## 制作
表題曲の「Shuffle」は、ギターにリッチー・コッツェン、ベースにMR. BIGのビリー・シーン、カップリング曲である「あの日の午後」は、ギターにTOTOのスティーヴ・ルカサーが演奏している。奥井いわく、2000年に発表した楽曲「TURNING POINT」に、スティーヴ・ルカサーやビリー・シーンが参加した影響で、そのままの勢いで表題曲を制作され、タイアップ先が当時社会現象となった作品である『遊☆戯☆王デュエルモンスターズ』の主題歌だったため、いつも以上に気合い入れて作ったという。

## 収録曲
| 全作詞: 奥井雅美、全作曲: 矢吹俊郎。 |                                |           |            |          |      |
| #                                    | タイトル                       | 作詞      | 作曲・編曲 | 編曲     | 時間 |
| 1.                                   | 「Shuffle」                    | 奥井雅美  | 矢吹俊郎   | 矢吹俊郎 | 5:24 |
| 2.                                   | 「あの日の午後」               | 奥井雅美  | 矢吹俊郎   | 矢吹俊郎 | 4:34 |
| 3.                                   | 「Shuffle」(instrumental)      | 奥井雅美  | 矢吹俊郎   |          | 5:24 |
| 4.                                   | 「あの日の午後」(instrumental) | 奥井雅美  | 矢吹俊郎   |          | 5:44 |
| 5.                                   | 「Shuffle」(D.V mix)           | 奥井雅美  | 矢吹俊郎   | 熊野功雄 | 6:13 |
| 合計時間:                            | 合計時間:                      | 合計時間: | 27:19      |          |      |

## メディアでの使用
| # | 曲名             | タイアップ                                                           | 出典  |
| - | ---------------- | -------------------------------------------------------------------- | ----- |
| 1 | 「Shuffle」      | テレビ東京系アニメ『遊☆戯☆王デュエルモンスターズ』オープニングテーマ | [ 2 ] |
| 2 | 「あの日の午後」 | テレビ東京系アニメ『遊☆戯☆王デュエルモンスターズ』エンディングテーマ | [ 2 ] |

## 参加ミュージシャン
| Shuffle - Synth-programming & keyboards & guitars : 矢吹俊郎 - Drums : Joshua Eagan (Eagan Brothers) - Bass : Billy Sheehan (MR. BIG) - Solo guitar : Richie Kotzen (MR. BIG) - Chorus : 奥井雅美, 副田研二 - Mix : 矢吹俊郎 | あの日の午後 - Synth-programming & keyboards & guitars : 矢吹俊郎 - Drums : Joshua Eagan (Eagan Brothers) - Bass : 住吉中 - Solo guitar : Steve Lukather (TOTO) - Chorus : 奥井雅美, 副田研二 - Mix : 矢吹俊郎 | Shuffle (D.V mix) - All instruments : 熊野功雄 - MC : Marcellus D. Nealy - Chorus : 奥井雅美 - Mix : 熊野功雄 |

## カバー
| アーティスト             | 収録作品                                          | 発売日        | 備考    |
| Shuffle                  | Shuffle                                           | Shuffle       | Shuffle |
| ------------------------ | ------------------------------------------------- | ------------- | ------- |
| 天下ハナビ（高野麻里佳） | 『灼熱の卓球娘 BD・DVD第3巻初回生産限定版特典CD』 | 2017年2月24日 |         |